# Графіт (жіночий футбольний клуб)
Жіночий футбольний клуб Графіт (Запоріжжя) або просто «Графіт»  — український футбольний клуб з міста Запоріжжя, у 1993—1999 році виступав у Вищій лізі України.

## Хронологія назв
- 1992: ЖФК «Іскра» (Запоріжжя)
- 1999: ЖФК «Графіт» (Запоріжжя)

## Історія
Футбольний клуб «Іскра» засновано 1992 року в Запоріжжі, представляв місцеву компанію «Іскра», яка спеціалізується на розробці та виробництві наземного радіолокаційного обладнання цивільного та військового призначення. У сезоні 1992 року команда стартувала у Першої лізі й стала чемпіоном. Наступного сезону, 1993 року, запорізький колектив дебютував у Вищій лізі України, посівши шосте місце. У 1998 році клуб завоював бронзові медалі чемпіонату. Наступного року в запорізької команди змінився спонсор, замість «Іскри» фінансову підтримку почав надавати електродротовий завод «Укрграфіт», після чого назву клубу змінили на «Графіт». Команда ж знову посіла третє місце. Однак після цього клуб відмовився від подальших виступів у чемпіонаті.

## Клубні кольори, форма, герб, гімн
|  |  |

Клубні кольори — червоно-жовті. Футболістки зазвичай проводили свої домашні матчі у червоних футболках, червоних шортах та червоних гетрах.

## Досягнення
- Вища ліга України
  -  Бронзовий призер (2): 1998, 1999

- Кубок України
  - 1/2 фіналу (1): 1993

- Перша ліга України
  -  Чемпіон (1): 1992

## Стадіон
Свої домашні поєдинки «Графіт» проводив на стадіоні ЗАЛК у Запоріжжі, який вміщує 1000 глядачів

## Принципові протистояння
Принциповим суперником «Графіту» була інша запорізька команда, «Борисфен».